# Xiao Qin
Xiao Qin (肖欽T, 肖钦S, Xiào QīnP; Nanchino, 12 gennaio 1985) è un ginnasta cinese vincitore di due medaglie d'oro alle Olimpiadi di Pechino 2008: nel Concorso a squadre e negli Cavallo con maniglie.

## Palmarès
- Giochi olimpici estivi

Pechino 2008: oro nel concorso a squadre e negli cavallo con maniglie.
- Campionati mondiali di ginnastica artistica

2001 - Gand: argento nel cavallo.
2002 - Debrecen: argento nel cavallo.
2003 - Anaheim: oro nel concorso a squadre.
2005 - Melbourne: oro nel cavallo.
2006 - Aarhus: oro nel concorso a squadre e nel cavallo.
2007 - Stoccarda: oro nel concorso a squadre e nel cavallo.
- Giochi asiatici

2006 - Doha: oro nel concorso a squadre.